# Something Money Can't Buy
Pour plus de détails, voir Fiche technique et Distribution.
Something Money Can't Buy est un film britannique réalisé par Pat Jackson, sorti en 1952.

## Synopsis
À la fin de la guerre, Harry Wilding quitte l'armée et décide avec sa femme de retourner vivre à Londres. Mais le retour à la vie civile est difficile. Harry finit par créer son entreprise, mais sa femme Anne a fait de même. Une certaine rivalité s'installe entre eux.

## Fiche technique
- Titre original : Something Money Can't Buy
- Réalisation : Pat Jackson
- Scénario : Pat Jackson, James Lansdale Hodson (en)
- Direction artistique : Alex Vetchinsky
- Costumes : Julie Harris
- Photographie : C.M. Pennington-Richards
- Son : C.C. Stevens, Gordon K. McCallum
- Montage : Sidney Hayers
- Musique : Nino Rota
- Production : Joseph Janni
- Production exécutive : Earl St. John
- Société de production : British Film Makers, Vic Films Productions
- Société de distribution : General Film Distributors
- Pays d'origine :  Royaume-Uni
- Langue originale : anglais
- Format : Noir et blanc  — 35 mm — 1,37:1 — son mono
- Genre : Comédie
- Durée : 83 minutes
- Dates de sortie : Royaume-Uni : 9 juillet 1952

## Distribution
- Patricia Roc : Anne Wilding
- Anthony Steel : Capitaine Harry Wilding
- Moira Lister : Diana Haverstock
- A.E. Matthews : Lord Haverstock
- David Hutcheson : Buster
- Michael Trubshawe : Willy
- Diane Hart : Joan